# Michael Stich
Michael Stich (* 18. října 1968 Pinneberg, Západní Německo) je bývalý profesionální německý tenista. Nejvýše klasifikován na žebříčku ATP byl na 2. místě. Ve dvouhře vyhrál Wimbledon 1991 a v mužské čtyřhře Wimbledon 1992. Zahrál si také finále French Open 1996 a US Open 1994. Stal se olympijským vítězem ve čtyřhře na Letních olympijských hrách 1992 v Barceloně, kde byl jeho spoluhráčem Boris Becker.
V Německu vyhrál anketu Sportovec roku 1991. V červenci 2018 byl uveden do Mezinárodní tenisové síně slávy v rhodeislandském Newportu spolu s Helenou Sukovou.

## Finále

### Grand Slam

#### Mužská dvouhra: 3 (1–2)
| Stav      | rok  | turnaj      | povrch | soupeř ve finále    | výsledek                |
| --------- | ---- | ----------- | ------ | ------------------- | ----------------------- |
| Vítěz     | 1991 | Wimbledon   | tráva  | Boris Becker        | 6–4, 7–6(7–4), 6–4      |
| Finalista | 1994 | US Open     | tvrdý  | Andre Agassi        | 1–6, 6–7(5–7), 5–7      |
| Finalista | 1996 | French Open | antuka | Jevgenij Kafelnikov | 6–7(4–7), 5–7, 6–7(4–7) |

### ATP Tour

#### Dvouhra: 31 (18–13)
| Legenda                       |
| Grand Slam (1–2)              |
| Tennis Masters Cup (1–0)      |
| Grand Slam Cup (1–1)          |
| ATP Masters Series (2–1)      |
| ATP Championship Series (3–3) |
| ATP World Series (10–6)       |

| Tituly dle povrchu |
| Tvrdý (5–4)        |
| Tráva (4–1)        |
| Antuka (3–5)       |
| Koberec (6–3)      |

| Stav      | č.  | datum              | turnaj                  | povrch      | soupeř ve finále    | výsledek                          |
| --------- | --- | ------------------ | ----------------------- | ----------- | ------------------- | --------------------------------- |
| Vítěz     | 1.  | 5. března 1990     | Memphis                 | tvrdý       | Wally Masur         | 6–7(5–7), 6–4, 7–6(7–1)           |
| Finalista | 1.  | 7. ledna 1991      | Adelaide                | tvrdý       | Nicklas Kulti       | 3–6, 6–1, 2–6                     |
| Finalista | 2.  | 14. ledna 1991     | Sydney                  | tvrdý       | Guy Forget          | 3–6, 4–6                          |
| Finalista | 3.  | 25. února, 1991    | Memphis                 | koberec (h) | Ivan Lendl          | 5–7, 3–6                          |
| Vítěz     | 2.  | 8. července 1991   | Wimbledon               | tráva       | Boris Becker        | 6–4, 7–6(7–4), 6–4                |
| Vítěz     | 3.  | 22. července 1991  | Stuttgart               | antuka      | Alberto Mancini     | 1–6, 7–6(11–9), 6–4, 6–2          |
| Vítěz     | 4.  | 26. srpna 1991     | Schenectady             | tvrdý       | Emilio Sánchez      | 6–2, 6–4                          |
| Vítěz     | 5.  | 21. října 1991     | Vídeň                   | koberec     | Jan Siemerink       | 6–4, 6–4, 6–4                     |
| Finalista | 4.  | 11. května 1992    | Hamburk                 | antuka      | Stefan Edberg       | 7–5, 4–6, 1–6                     |
| Vítěz     | 6.  | 15. června 1992    | Rosmalen                | tráva       | Jonathan Stark      | 6–4, 7–5                          |
| Vítěz     | 7.  | 14. prosince 1992  | Grand Slam Cup Mnichov  | koberec     | Michael Chang       | 6–2, 6–3, 6–2                     |
| Vítěz     | 8.  | 22. února 1993     | Stuttgart               | koberec     | Richard Krajicek    | 4–6, 7–5, 7–6(7–4), 3–6, 7–5      |
| Finalista | 5.  | 3. května 1993     | Mnichov                 | antuka      | Ivan Lendl          | 6–7(2–7), 3–6                     |
| Vítěz     | 9.  | 10. května 1993    | Hamburk                 | antuka      | Andrej Česnokov     | 6–3, 6–7(1–7), 7–6(9–7), 6–4      |
| Vítěz     | 10. | 14. června 1993    | Londýn (Queen's Club)   | tráva       | Wayne Ferreira      | 6–3, 6–4                          |
| Finalista | 6.  | 26. července 1993  | Stuttgart               | antuka      | Magnus Gustafsson   | 3–6, 4–6, 6–3, 6–4, 4–6           |
| Vítěz     | 11. | 12. srpna 1993     | Basilej                 | tvrdý       | Stefan Edberg       | 6–4, 6–7(5–7), 6–3, 6–2           |
| Vítěz     | 12. | 1. listopadu 1993  | Stockholm               | tvrdý       | Goran Ivanišević    | 4–6, 7–6(8–6), 7–6(7–3), 6–2      |
| Vítěz     | 13. | 22. listopadu 1993 | Tennis Masters Cup      | koberec     | Pete Sampras        | 7–6(7–3), 2–6, 7–6(9–7), 6–2      |
| Finalista | 7.  | 13. prosince 1993  | Grand Slam Cup, Mnichov | koberec     | Petr Korda          | 6–2, 4–6, 6–7(5–7), 6–2, 9–11     |
| Vítěz     | 14. | 28. února 1994     | Rotterdam               | koberec     | Wayne Ferreira      | 4–6, 6–3, 6–0                     |
| Vítěz     | 15. | 2. května 1994     | Mnichov                 | antuka      | Petr Korda          | 6–2, 2–6, 6–3                     |
| Vítěz     | 16. | 20. června 1994    | Halle                   | tráva       | Magnus Larsson      | 6–4, 4–6, 6–3                     |
| Finalista | 8.  | 12. září 1994      | US Open                 | tvrdý       | Andre Agassi        | 1–6, 6–7(5–7), 5–7                |
| Finalista | 9.  | 24. října 1994     | Vídeň                   | koberec     | Andre Agassi        | 6–7(4–7), 6–4, 2–6, 3–6           |
| Finalista | 10. | 27. února 1995     | Stuttgart               | koberec     | Richard Krajicek    | 6–7(4–7), 3–6, 7–6(8–6), 6–1, 3–6 |
| Finalista | 11. | 8. května 1995     | Mnichov                 | antuka      | Wayne Ferreira      | 5–7, 6–7(6–8)                     |
| Finalista | 12. | 26. června 1995    | Halle                   | tráva       | Marc Rosset         | 6–3, 6–7(11–13), 6–7(8–10)        |
| Vítěz     | 17. | 7. srpna 1995      | Los Angeles             | tvrdý       | Thomas Enqvist      | 6–7(7–9), 7–6(7–4), 6–2           |
| Vítěz     | 18. | 26. února 1996     | Antverpy                | koberec     | Goran Ivanišević    | 6–3, 6–2, 7–6(7–5)                |
| Finalista | 13. | 10. června 1996    | French Open             | antuka      | Jevgenij Kafelnikov | 6–7(4–7), 5–7, 6–7(4–7)           |